# Michelangelo Albertazzi
Michelangelo Albertazzi (ur. 7 stycznia 1991 w Bolonii) – włoski piłkarz występujący na pozycji obrońcy we włoskim klubie Hellas Verona. W swojej karierze reprezentował także barwy Milanu, Getafe CF oraz Varese. Były młodzieżowy reprezentant Włoch.

## Statystyki kariery
(aktualne na dzień 22 września 2017)
| Klub                 | Sezon              | Liga               | Liga  | Liga   | Puchar kraju | Puchar kraju | Europa | Europa | Suma  | Suma   |
| Klub                 | Sezon              | Liga               | Mecze | Bramki | Mecze        | Bramki       | Mecze  | Bramki | Mecze | Bramki |
| -------------------- | ------------------ | ------------------ | ----- | ------ | ------------ | ------------ | ------ | ------ | ----- | ------ |
| A.C. Milan           | 2009/10            | Serie A            | 0     | 0      | 0            | 0            | 0      | 0      | 0     | 0      |
| A.C. Milan           | 2010/11            | Serie A            | 0     | 0      | 0            | 0            | 0      | 0      | 0     | 0      |
| Getafe CF (wyp.)     | 2011/12            | Primera División   | 0     | 0      | 0            | 0            | –      | –      | 0     | 0      |
| Varese (wyp.)        | 2011/12            | Serie B            | 2     | 0      | 0            | 0            | –      | –      | 2     | 0      |
| Hellas Verona (wyp.) | 2012/13            | Serie B            | 11    | 1      | 3            | 0            | –      | –      | 14    | 1      |
| Hellas Verona        | 2013/14            | Serie A            | 15    | 0      | 2            | 0            | –      | –      | 17    | 0      |
| A.C. Milan           | 2014/15            | Serie A            | 0     | 0      | 1            | 0            | –      | –      | 1     | 0      |
| Hellas Verona        | 2015/16            | Serie A            | 10    | 0      | 0            | 0            | –      | –      | 10    | 0      |
| Hellas Verona        | 2016/17            | Serie B            | 0     | 0      | 0            | 0            | –      | –      | 0     | 0      |
| Hellas Verona        | 2017/18            | Serie A            | 0     | 0      | 0            | 0            | –      | –      | 0     | 0      |
| Ogólnie w karierze   | Ogólnie w karierze | Ogólnie w karierze | 38    | 1      | 6            | 0            | 0      | 0      | 44    | 1      |